# Чагівська сільська рада
| Чагівська сільська рада — колишній орган місцевого самоврядування у Оратівському районі Вінницької області з адміністративним центром у с. Чагів. Сільській раді були підпорядковані населені пункти: - с. Чагів - с. Мала Ростівка - с. Мервин - с-ще Чагівське |

## Склад ради
Рада складалась з 16 депутатів та голови.

## Керівний склад сільської ради
| ПІБ                           | Основні відомості                                                                             | Дата обрання | Дата звільнення |
| ----------------------------- | --------------------------------------------------------------------------------------------- | ------------ | --------------- |
| Трохимець Анатолій Вікторович | Сільський голова, 1955 року народження, освіта, член Всеукраїнського об'єднання «Батьківщина» | 26.03.2006   | 31.10.2010      |
| Грицай Дмитро Миколайович     | Сільський голова, 1960 року народження, освіта вища, безпартійний                             | 31.10.2010   |                 |

Примітка: таблиця складена за даними джерела